# Vesunna (mythologie)
Vous lisez un « bon article » labellisé en 2014.
Pour les articles homonymes, voir Vesunna (homonymie).
Ne doit pas être confondu avec Vesuna.
Vesunna , parfois qualifiée de Tutela Augusta (« auguste protectrice »), est une déesse poliade de l'eau et de la fécondité. Étant à l'origine une divinité gauloise, son culte a été repris dans la religion romaine. Tutelle de la cité Vesunna (quartier sud de Périgueux aujourd'hui) à laquelle elle a donné son nom, elle était vénérée par les Pétrocores qui habitaient cette région, par le biais de processions, de rites et de sacrifices.

## Étymologie
« Vesunna tutélaire et auguste », est connue par une inscription latine sous la forme Tutela Augusta Vesunna,. Son nom l'a souvent fait confondre avec la déesse Vénus. À l'époque romaine, vers le deuxième siècle, un notable local Soter Secundus, gaulois romanisé ayant conservé l'adoration de cette déesse celtique, n'a pas seulement considéré Vesunna comme « divine » et «tutélaire», mais « tutélaire » et « auguste ».
Le nom, qui a connu plusieurs variantes (Vesuna Petrucoriorum, Vesunna, Vesunnia, Vesona, ou encore Ouesouna), correspondrait à celui d'une « source divinisée »,. Il serait composé de la racine préceltique °vis-, dont serait dérivé ves (qui pourrait correspondre à « tombeau ou tumulus »), et du suffixe celtique ou ligure ona (« fontaine »),.

## Histoire

### Culte gaulois
Vesunna était vénérée en Gaule ainsi qu'en Germanie. Aucun attribut d'elle datant de cette période n'a été retrouvé.
Le dieu solaire Grannos est associé chez les Pétrocores à la déesse Vesunna. Il ne faut pas confondre cette déesse celtique avec l'ancienne divinité italo-étrusque Vesuna.

### Vesunna et le peuple pétrocore

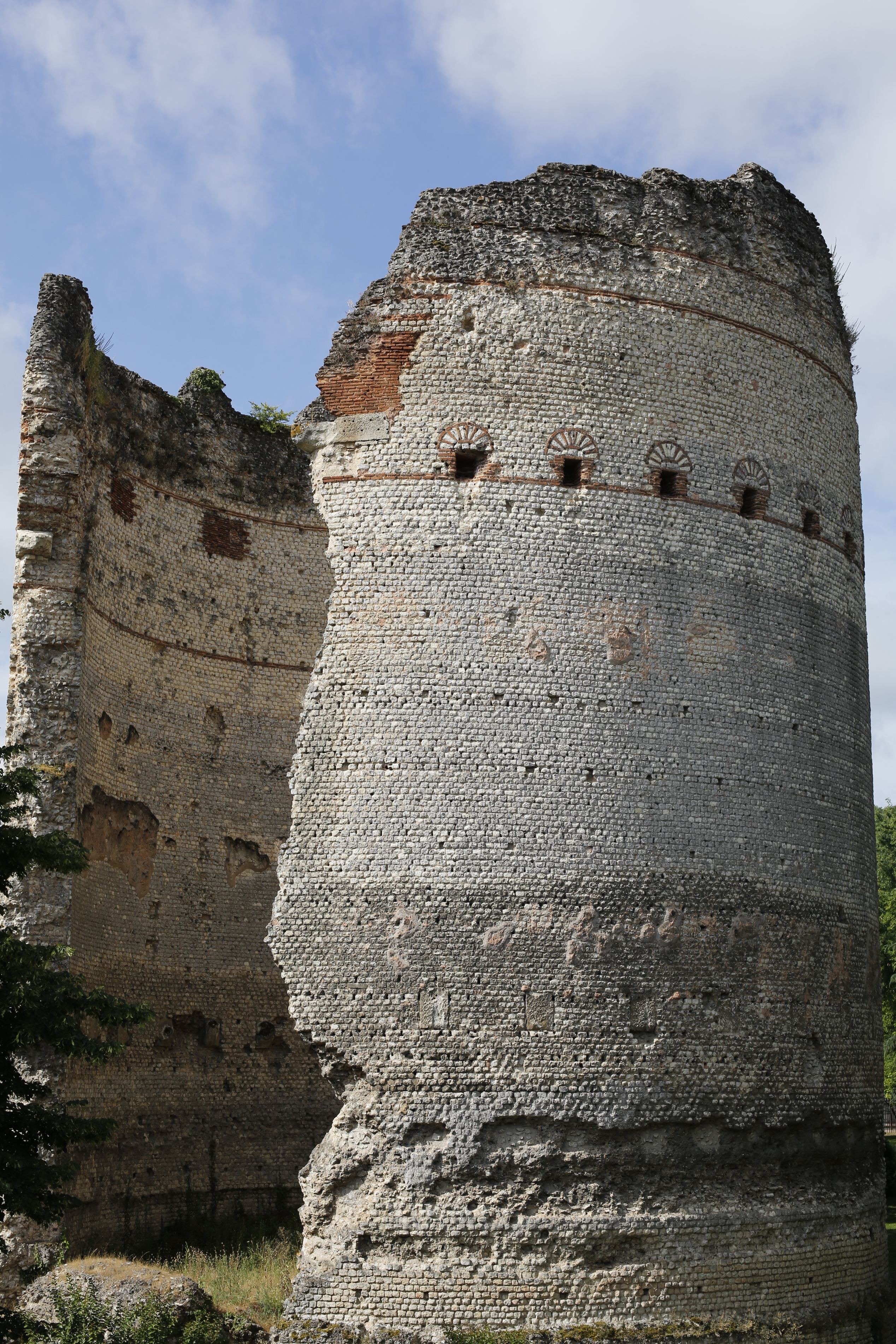
La tour de Vésone est le seul vestige du temple dédié à la déesse Vesunna.

Elle apparaît comme divinité indigène tutélaire des Pétrocores, qui habitaient la cité de Vesunna, correspondant aujourd'hui au quartier sud de Périgueux,. Ces derniers lui rendaient un culte dans le temple gallo-romain de Vesunna, érigé au IIe siècle par les riches habitants de cette cité,. Il ne reste du temple que la tour de Vésone, située dans la cella ; dans ce lieu se dressait aussi une statue de la déesse pour lui rendre hommage.
Dans le péristyle du temple qui lui était dédié, se déroulaient des processions. Selon Suzanne Boireau-Tartarat, Vesunna était « une divinité aquatique, que la foule venait honorer en procession, apportant peut-être des offrandes jusqu'au bord de l'Isle », ou encore « une déesse de la fécondité vraisemblablement : il y avait certainement un contact entre la rivière et la représentation de la déesse pour raviver sa force de reproduction ». Le culte de la déesse se manifestait lors des fêtes locales, notamment pour l'anniversaire de la fondation de la cité. L'ensemble de la civitas la vénérait, notamment lors de rites et de sacrifices de béliers, de vaches ou encore de chevaux, car des archéologues ont trouvé des ossements sur le lieu d'implantation du temple.
Des traces du culte de la déesse demeurent encore dans l'épigraphie gallo-romaine du musée d'art et d'archéologie du Périgord,.
Vesunna était vénérée, dans les temples de la cité, aux côtés de Mercure et Apollon qui, dans l'Interpretatio Romana, correspondent à Lug et Grannos.

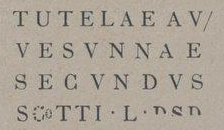
Dédicace d'un autel de Tutela Vesunna[note 2].
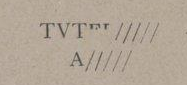
Fragment de la dédicace d'un autel de Tutela Vesunna[note 2].
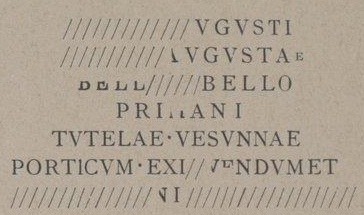
Inscription faisant mention de la construction d'un portique du temple de Tutela Vesunna[note 2].

## Représentation
Dans la grotte du château Barrière bâti sur l'enceinte gallo-romaine construite à la fin du IIIe siècle, ont été trouvées des représentations de grues, de cigognes et d'échassiers, considérées par Édouard Galy comme des symboles de la déesse Vesunna.
Étant une « Mère protectrice de la ville », elle est montrée à travers des statues acéphales en calcaire, « drapée et assise dans un fauteuil. Elle tient de la main gauche une corne d'abondance et de la droite, une corbeille de fruits ». Les petites statuettes en terre cuite la personnifiaient « assise allaitant un ou deux bébés ».

## Mémoire

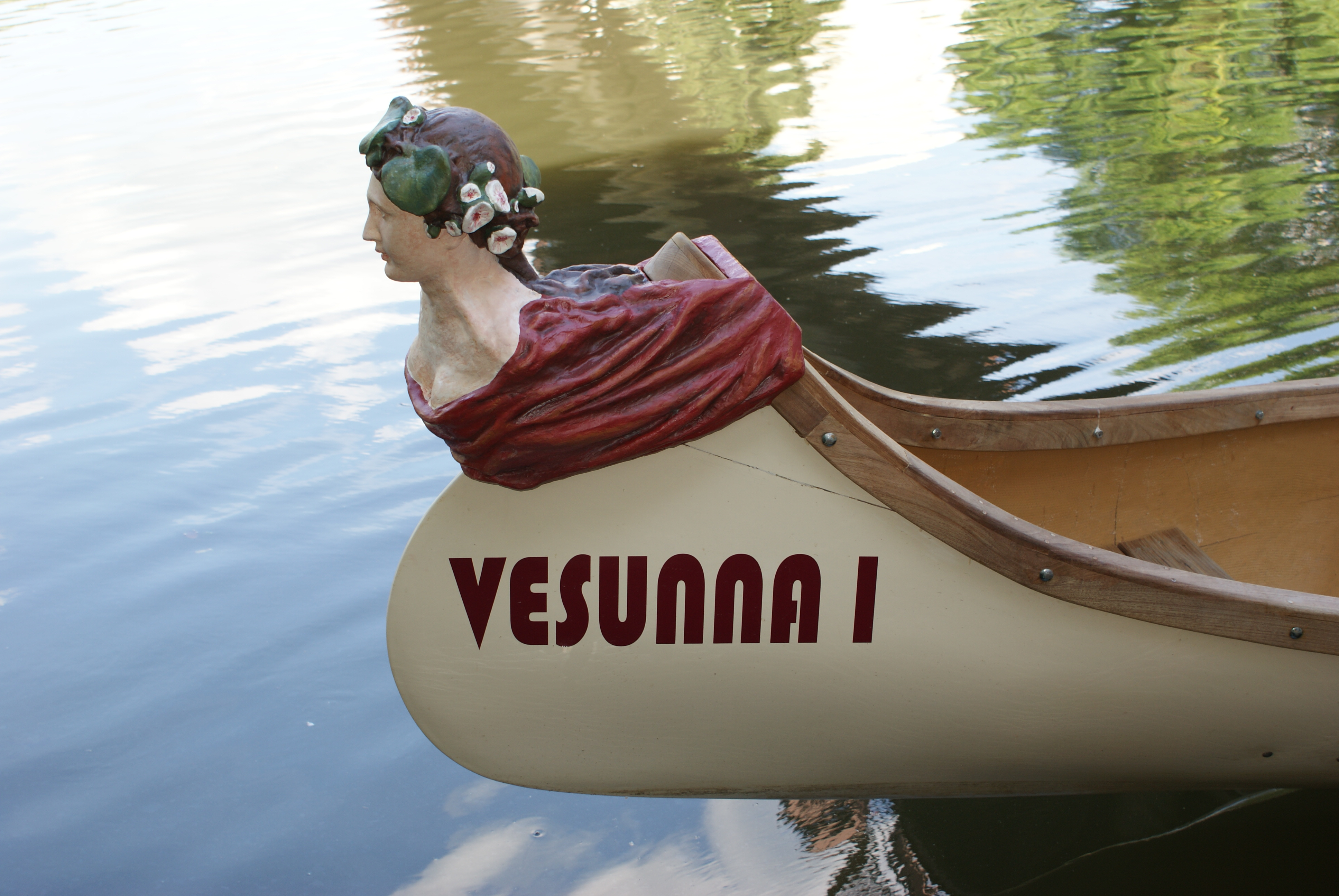
La figure de proue de Vesunna, usinée par les ateliers de la SOCRA.

Le 12 juillet 2003, le musée Vesunna, construit selon les plans de l'architecte Jean Nouvel sur les vestiges du temple gallo-romain, ouvrit ses portes au public.
En 2011, elle était l'une des vingt-cinq femmes honorées dans l'exposition itinérante « Femmes célèbres du Périgord », organisée par le conseil général de la Dordogne, avec la sociologue Victoria Man-Estier. Le 8 mars 2013, à l'occasion de la journée internationale des femmes, le journal Sud Ouest réalisa une enquête où la question du sondage était : « Qui est votre Périgourdine préférée ? ». La déesse Vesunna représentait 8,5 % des suffrages exprimés.
Le 14 juin 2015, un rabaska est baptisé « Vesunna I ». Depuis, des balades touristiques de Périgueux sur l'Isle, jusqu'à la guinguette Barnabé, sont organisées deux fois par semaine. La figure de proue, usinée par la SOCRA, est une allégorie de la déesse.